# آهودشت (ساری)
روستای زیبا آهودشت در 20 کیلومتری جنوب ساری در حاشیه زارم رود واقع شده‌است و غالب ساکنین آن دارای میانگین سنی بالای 50 می‌باشند که این حاصل چندین سال کم توجهی مسئولین به روستاها و عدم فراهم نمودن زیر ساخت‌های اصلی زندگی می‌باشد . البته لازم به ذکر است بخشی عمده‌ای  از جمعیت روستا را افراد خوش‌نشین یا به نوعی افرادی که در رفت و آمد بین شهر و روستا می‌باشند تشکیل می‌دهند
دلیل نامگذاری این روستا وجود آهو در این منطقه بوده‌است که آن را آهودشت نامگذاری کرده‌اند.
از مشاهیر اهل این روستا میتوان به شیرزاد قربانی آهودشتی نوازنده چیره دست سنتور نام برد.

از مناطق و مناظر دیدنی این روستا می‌توان حاشیه رودخانه زارم رود جنگل انبوه سخو و منطقه بکر توسکالش و تخت رستم نام برد که برای گردشگران و بازدید کنندگان روستا جذابیت‌های فراوانی دارد 

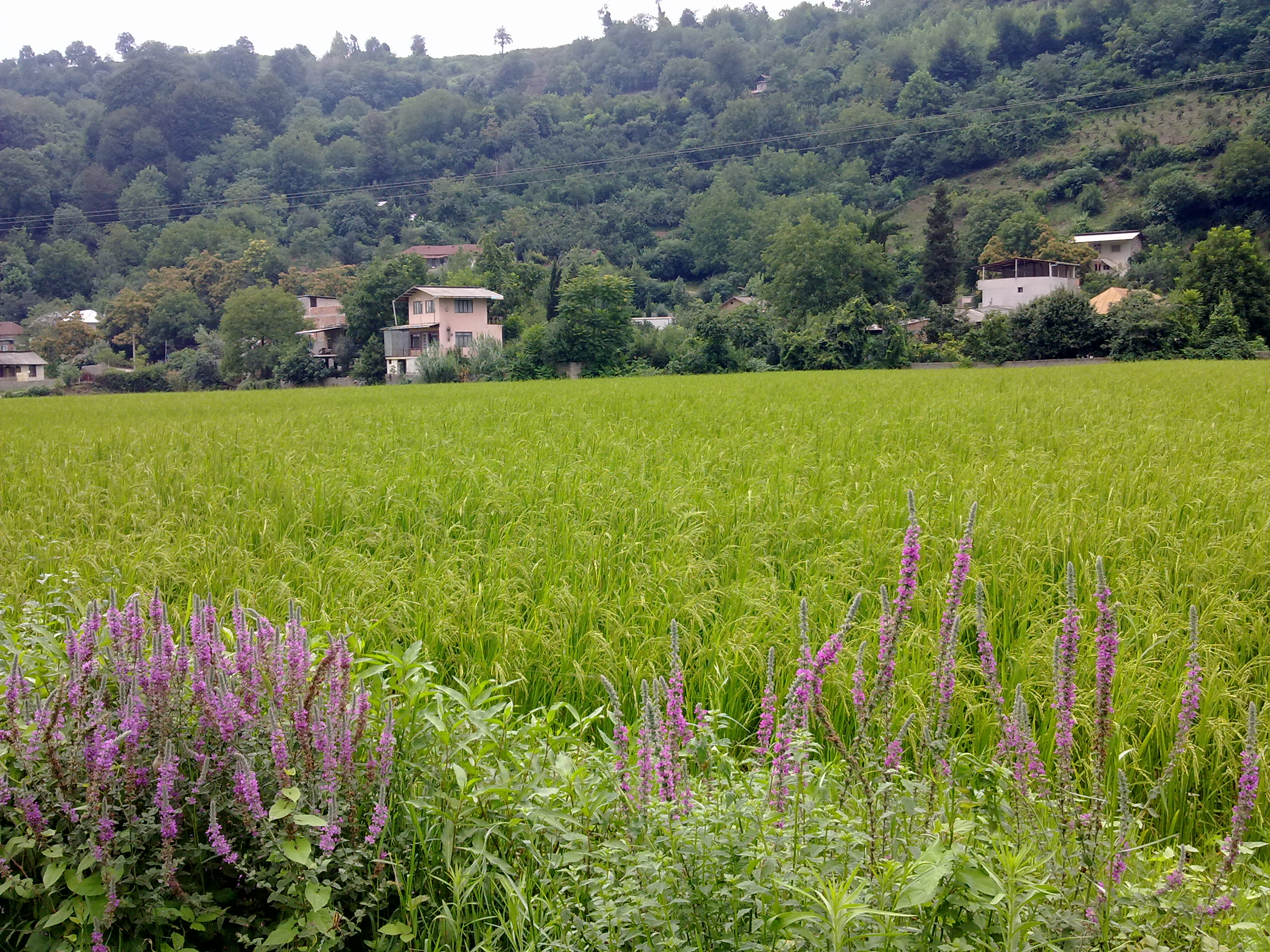
Ahoudasht

روستای  آهودشت داری یک حسینیه و یک مسجد و پایگاه مقاومت دو آرامگاه و دو امامزاده به نام‌های سید صاحب الدین و امامزاده محمد  زمین ورزشی فوتبال مدرسه ابتدایی مرکز مخابرات و دکل فرستنده تلویزیونی می‌باشد

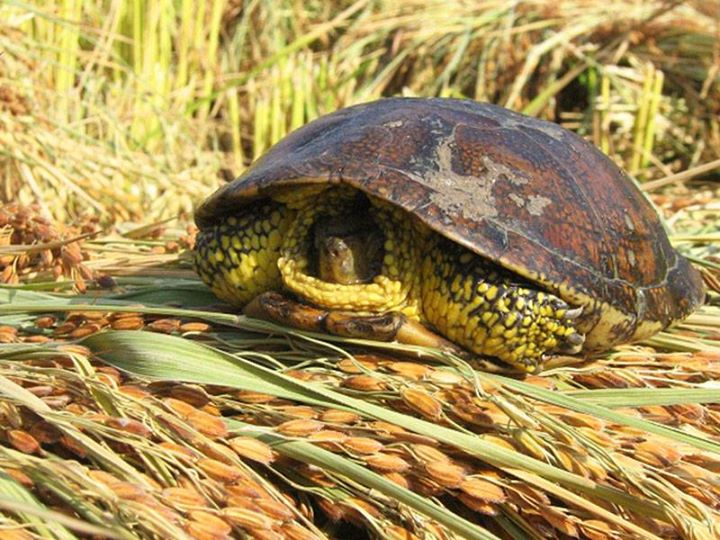
Ahoudasht Products.jpg

این روستا از جنوب به گرمرود از شمال به سقندینکلا از شرق به سرکت و ازغرب به جنگل متصل می‌باشد.

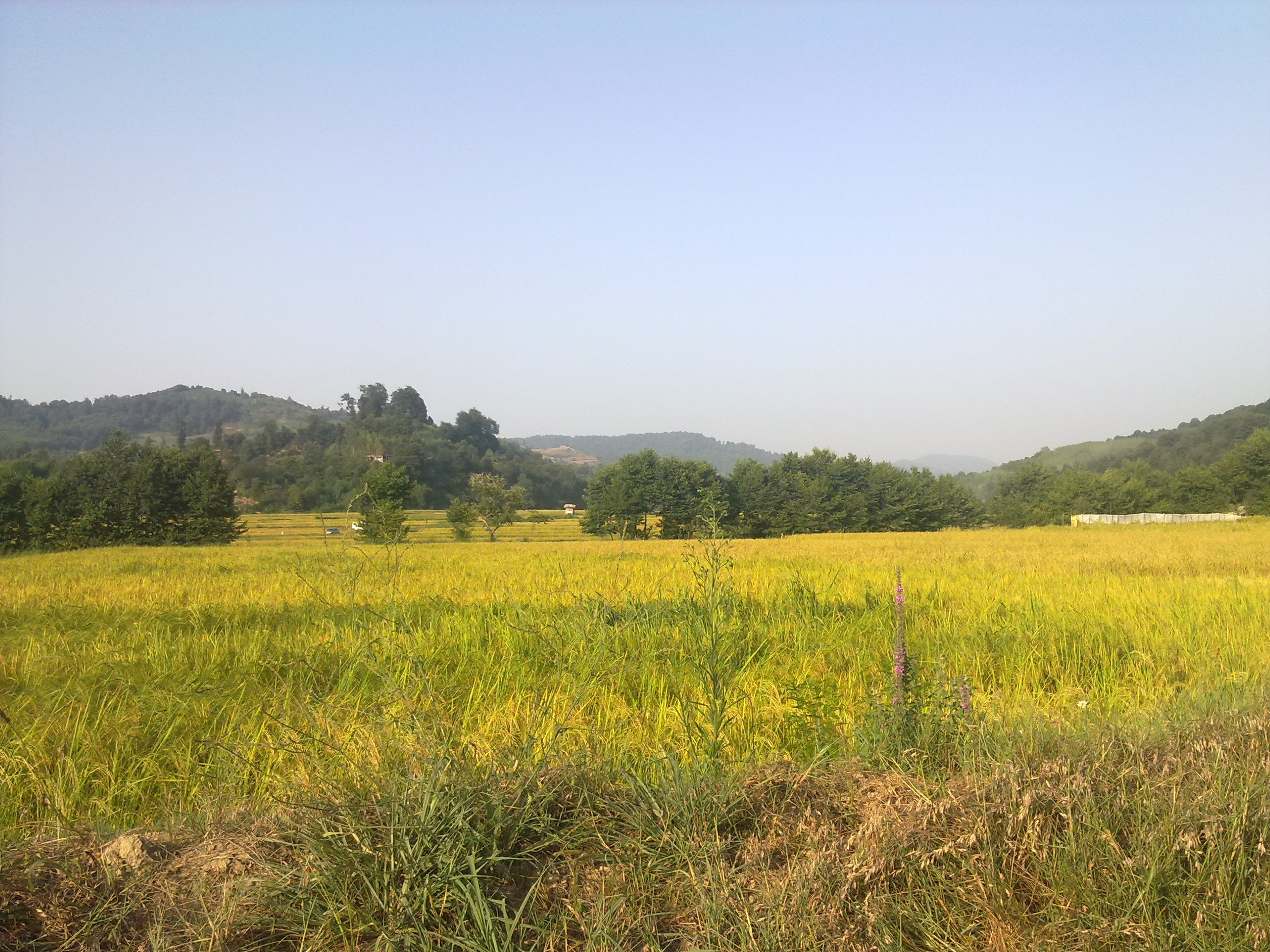
Ahoudasht1

شغل غالب شاکنین روستا کشاورزی می‌باشد  مشاغلی همچون دامپروری کارمند پرورش زنبور عسل نیز از جمله مشاغل اهالی روستا می‌باشد

روستا ی آهودشت با مساحتی غالب بر 276 هکتار  و 85 هکتار شالیزار بیشترین زمین‌های شالیزار در منطقه را دارا می‌باشد این روستا دارای راه آسفالته آب و برق و گاز و تلفن می‌باشد

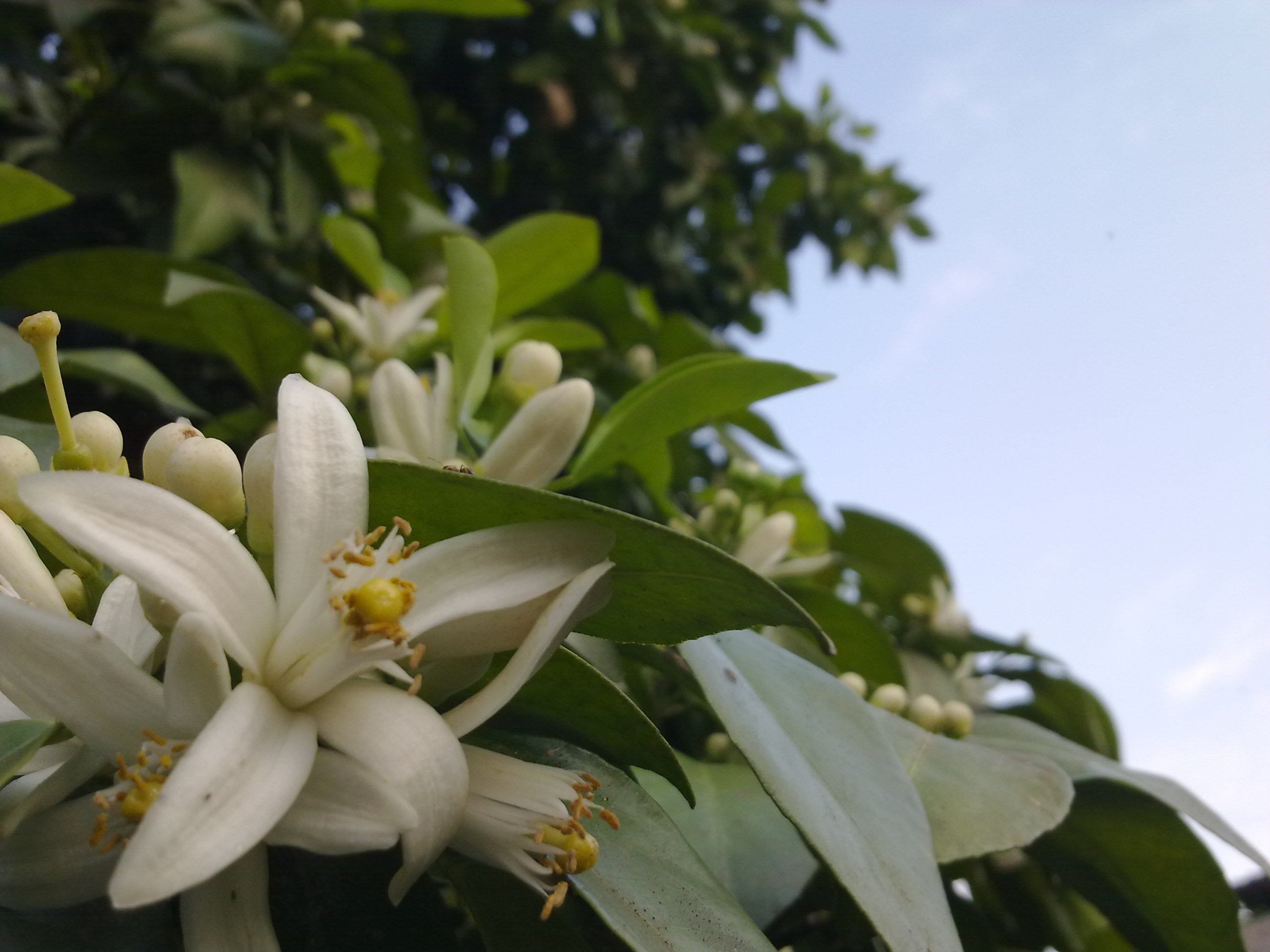
بهار نارنج

این روستا دارای تیم فوتبال که مزین به نام شهدای آهودشت می‌باشد و دارای افتخارات زیادی  از گذشته تاکنون در منطقه می‌باشد و آخرین مقام کسب شده مقام قهرمانی در تورنومنت ایام تعطیلات نوروز 1396 در روستای سقندیکلا به مربی‌گری سید موسی آهودشتی که در بازی فینال در ضربات پنالتی با نتیجه 4-3 به پیروزی دست یافتند

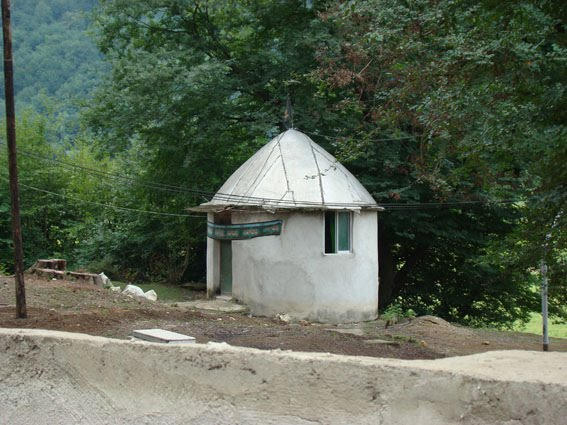
Imamzadeh Mohammad- Ahoudasht

شورای اسلامی روستای آهوشت در دوره پنجم آقایان سید تقی میری یحیی اصغری  رضا محمدیان برنتی می‌باشند.

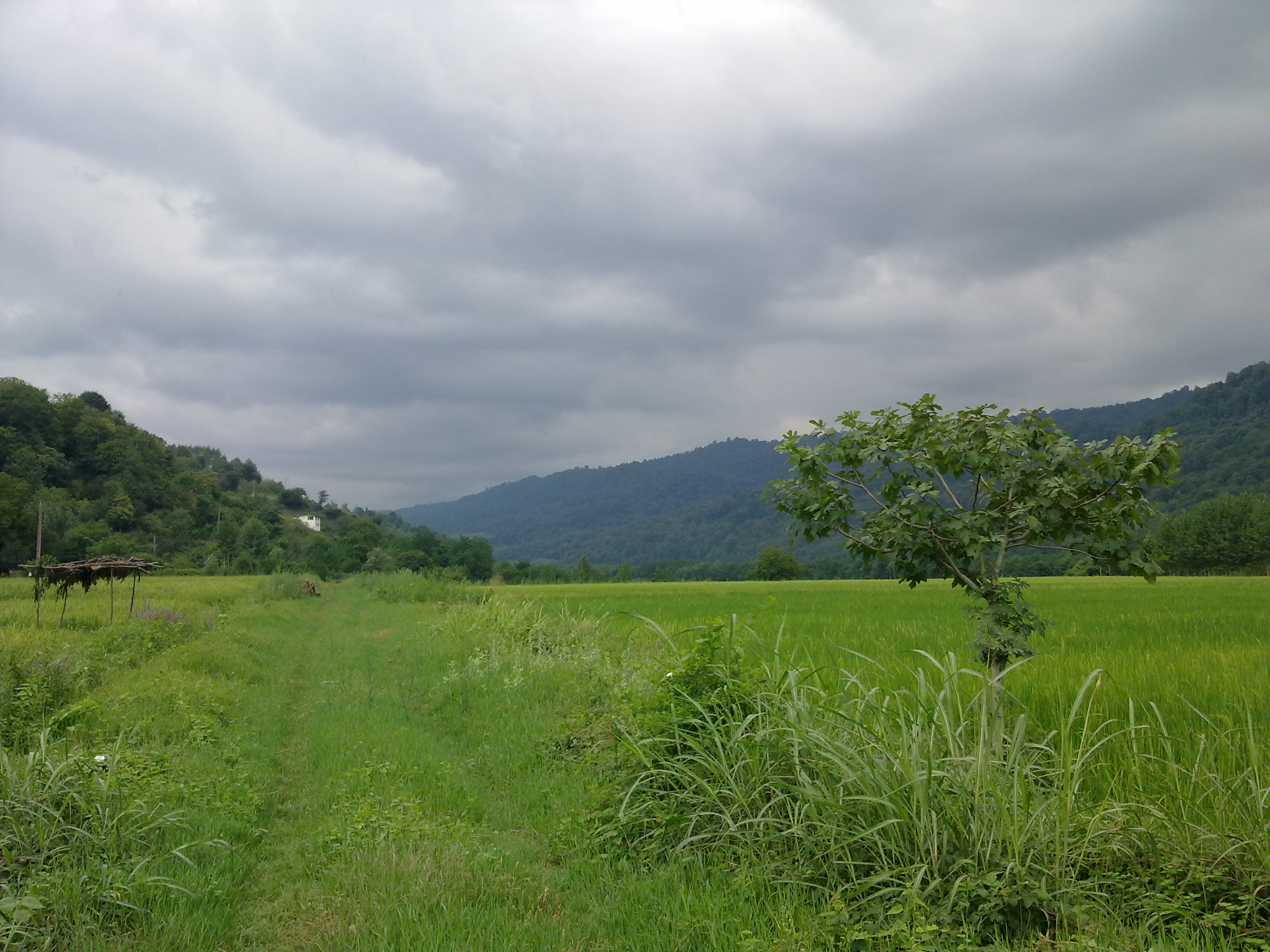
Ahoudasht2شورای اسلامی

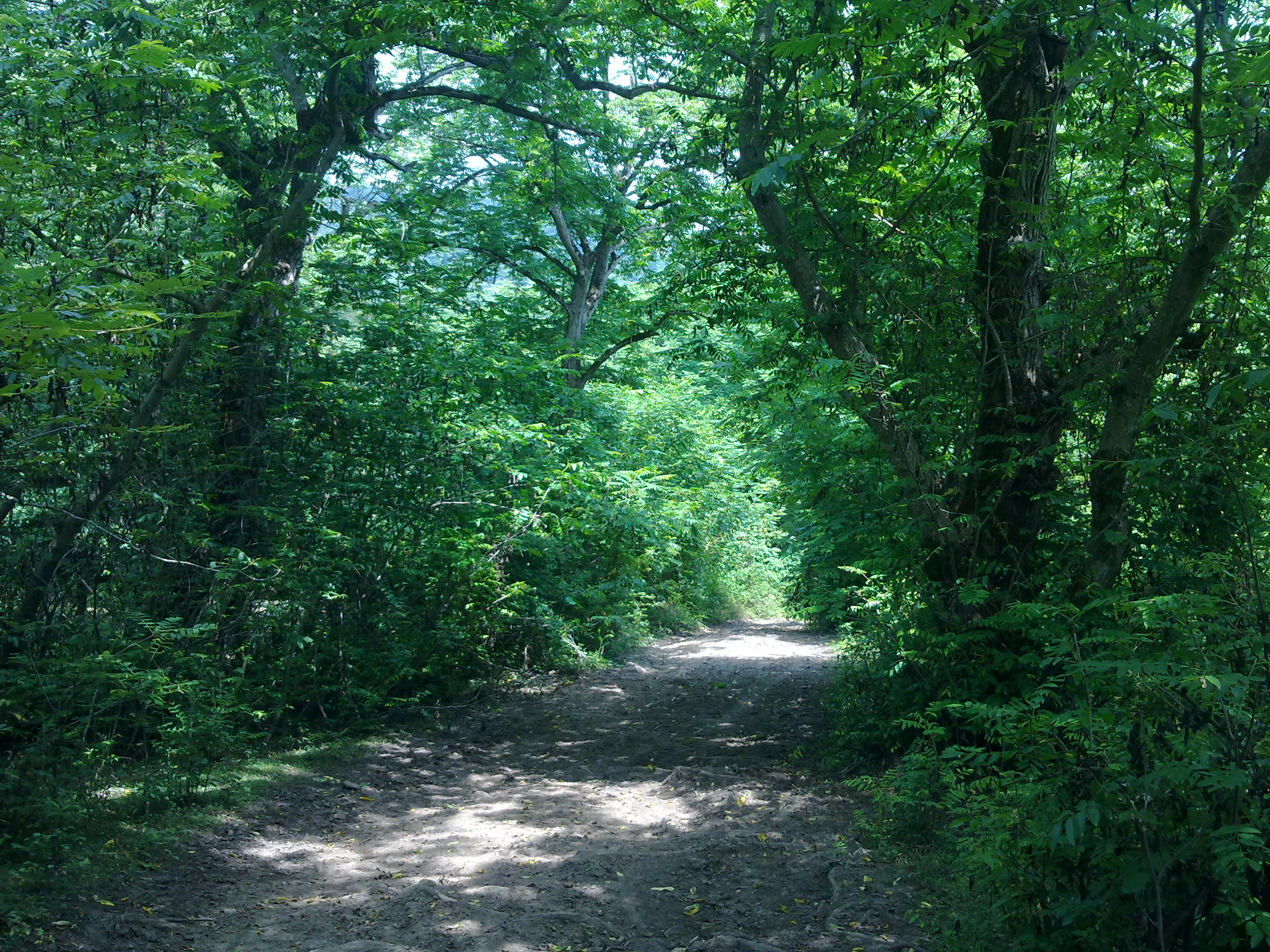
Ahoudasht forest

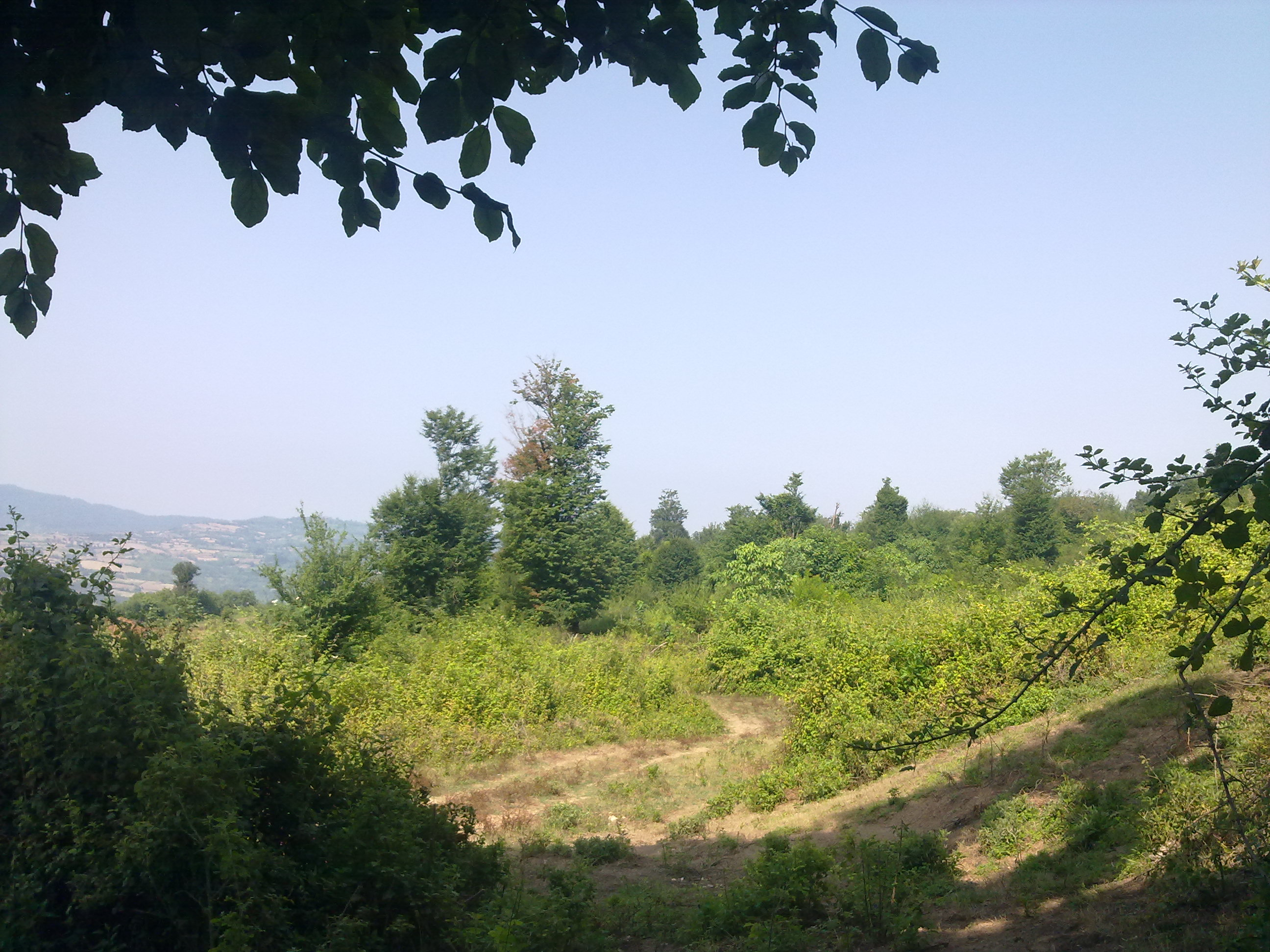
Ahoudasht view

دهیاری روستای آهودشت در سال 90 تأسیس گردیده و اسامی دهیاران آن از تاریخ تأسیس تاکنون آقایان میلاد محمدیان برنتی امید دست افکن برنتی و سید محمد میری می‌باشد

در حال حاضر دهیاری روستای آهودشت دارای ساختمان و یک دستگاه بیل بکهو نیز می‌باشد .

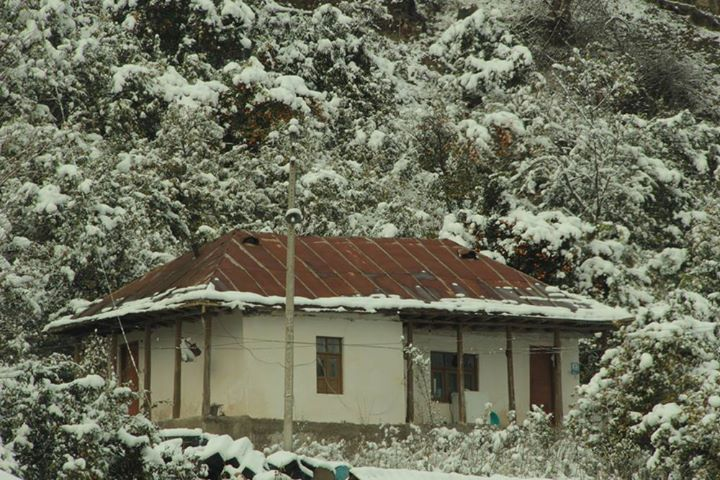
Ahoudasht house

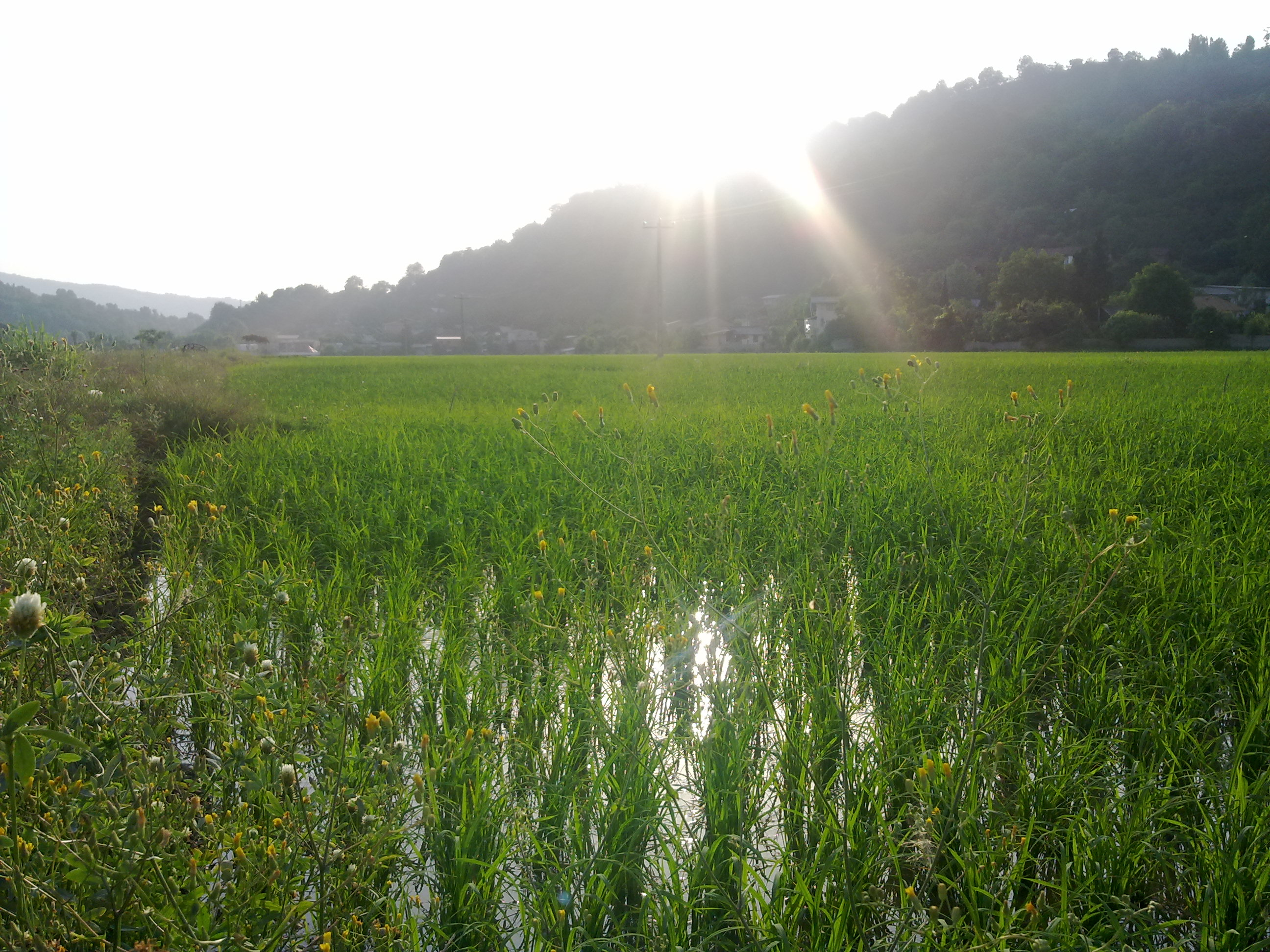
Ahoudasht-Shali

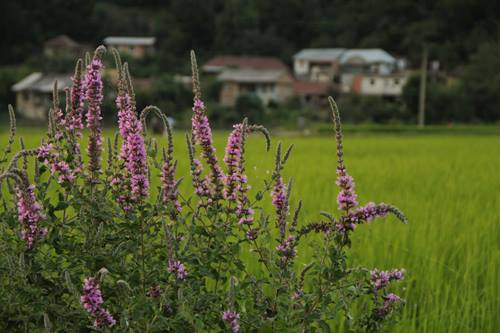
Ahoudasht veiw1

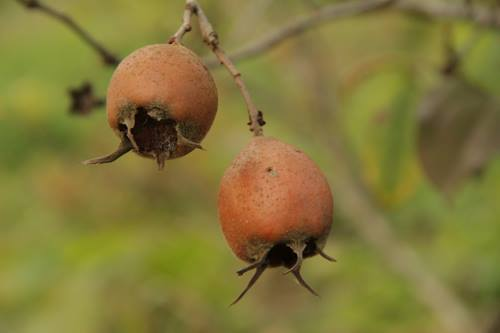
Ahoudasht- Kendes

آهودشت، روستایی است از توابع بخش کلیجان‌رستاق شهرستان ساری در استان مازندران ایران.

## جمعیت
این روستا در دهستان کلیجان‌رستاق علیا قرار داشته و براساس آخرین سرشماری مرکز آمار ایران که در سال ۱۳۸۵ صورت گرفته، جمعیت آن ۱۹۷نفر (۶۵خانوار) بوده‌است.